# Уэйд, Мэри
Мэри Джулия Уэйд (3 февраля 1928 года, Аделаида, Южная Австралия — 14 сентября 2005 года, Чартерс-Тауэрс, Квинсленд, Австралия) — австралийский палеонтолог, один из самых известных специалистов по эдиакарской биоте Южной Австралии.

## Биография
Выпускница Университета Аделаиды (бакалавр наук 1954, доктор философии 1959), где она работала до 1971 года. 
В 1971—1993 годах была сотрудницей Музея Квинсленда, с 1980 года — заместитель директора этого музея. После выхода в отставку в 1993 году — Почётный исследователь музея Квинсленда.